# Manimal (banda)
Manimal  é uma banda da cidade de Vitória. Formada em 1986, seu repertório musical é um misto de rock, congo, ticumbi, música eletrônica, samba e reggae, entre outros gêneros musicais, resultando assim em um ritmo musical conhecido por "Movimento rockongo".
O primeiro registro fonográfico da banda se deu devido a um concurso de jingles. Após ganhar o festival da canção de Alegre - ES, em 1996, pelo melhor arranjo dentre 360 músicas inscritas, o Manimal foi escolhido pelo concurso da respeitada rádio francesa RFI, "LES DECOUVERTS DE RFI", como um dos oito melhores trabalhos da América Latina e Caribe. 
Fizeram mais de 80 apresentações pela Europa, marcando presença nos maiores festivais de música do verão europeu.

## Discografia
- 1997 - Manimal
- 2000 - Tow Tow
- 2003 - Espírito Congo
- 2005 - Manimal Ao Vivo
- 2008 - Mahnimal Ao Vivo em Montreaux (nunca lançado devido o falecimento do baterista Queiroz)

## Videografia
- 2005 - Manimal Ao Vivo

Em 2008, a banda Manimal perdeu o seu baterista Queiroz, devido a um infarto na manhã do dia 10 de abril. Queiroz acordou por volta das 11 horas, para tomar café da manhã, já que teria um show em Bragança Paulista/SP no mesmo dia, para o pré-lançamento do CD 'Ao Vivo em Montreux' (O CD nunca foi lançado), gravado no 41° Montreux Jazz Festival, na Suíça. Em seguida, o baterista começou a passar mal e morreu.  

A banda Manimal encerrou suas atividades após a morte do baterista. 